# Villagrande Strisaili
Villagrande Strisaili (Biddamànna Strisàili in sardo) è un comune italiano di 2 872 abitanti della provincia dell'Ogliastra in Sardegna.

## Geografia fisica

### Territorio
Villagrande è un comune dell'alta Ogliastra della subregione barbaricina dell'Ogliastra, ai confini con la Barbagia di Ollolai. L'abitato principale si trova su un pendio del monte Suana e si sviluppa tra i 650 e i 750 m di altitudine. Il monte Suana protegge l'abitato a ovest, mentre a nord vi incombono il monte Isadalu e il monte Orguda e a sud il monte Idòlo, tutte montagne della catena del Gennargentu, che superano i 1300 metri di altitudine. Il territorio comunale di Villagrande si sviluppa in base altimetrica dai 30 m ai 1829 m sul livello del mare del monte Bruncu Spina. A est si affaccia sulla piana ogliastrina con una panoramica visuale del Mar Tirreno nel tratto del Golfo di Arbatax. L'abitato è al centro del bacino idrografico del rio Sa Teula, con i suoi piccoli affluenti (rio S'Arrescotu, rio Bau Arcili, rio Bau 'e Pòrcos, rio Figu Niedda, rio bau e meu, e rio Isadalu), che a valle del paese si uniscono. Il 6 dicembre 2004 questi fiumi hanno dato luogo a una devastante alluvione, che all'interno del paese ha provocato due morti e ingenti danni a strade, abitazioni e infrastrutture.
Il territorio, di 240 km², è il terzo per estensione fra i comuni della Sardegna, includendo il Monte Novu (oltre 35 km²) in enfiteusi perpetua al comune di Fonni. Ai sensi del decreto n.306 del 1945 emesso dal Commissario agli usi civici della Sardegna, fanno parte delle proprietà comunali gravate da uso civico, oltre 7000 ettari posti sui territori amministrativi di Jerzu,Osini,Villaputzu, Lanusei, Loceri,Tertenia e Arzana. Si alternano piccoli altopiani calcarei e valli con ripidi fianchi a circa 700 m sul livello del mare.
La frazione di Villanova Strisaili dista 7 km dall'abitato di Villagrande, in mezzo a un esteso altopiano a 850 m sul livello del mare fino alle pendici del Gennargentu. Vi sono estesi boschi primari di leccio e rovere nella cornice del lago alto del Flumendosa. Questo lago alimenta l'acquedotto d'Ogliastra. Dall'altopiano di Villanova la Strada statale 389 di Buddusò e del Correboi conduce al più alto valico automobilistico della Sardegna, il Correboi, verso Fonni e la Barbagia, a circa 1245-1248 m s.l.m.
Più a valle, quasi al confine con il comune di Girasole, il rio Mirenu si allarga in un altro bacino artificiale, il lago di Santa Lucia.
Abbondano le acque sorgive e i corsi d'acqua con un habitat favorevole ai boschi: oltre al leccio e al rovere, la quercia da sughero, il ginepro, l'ontano, il salice e l'agrifoglio. I boschi più importanti sono quelli di Santa Barbara, Sa Paule, Monte Idòlo, Saromonis, Nuradulu, le foreste Gambasuntas e altre aree del Gennargentu. Nel sottobosco abbondano il corbezzolo, l'erica, il cisto, il mirto, il timo, il lentisco, l'elicriso e vari tipi di pianta officinale come la digitalis, la genziana, ecc.

## Origini del nome
La prima parte del nome è la traduzione in lingua italiana del toponimo sardo Bidda Manna, derivato dal latino Villa Magna, ossia villaggio grande, mentre Strisaili ricalca il sardo Tres Ailes ("tre ovili"). Secondo un'altra ipotesi, il nome Strisaili deriverebbe dal protosardo.

## Storia

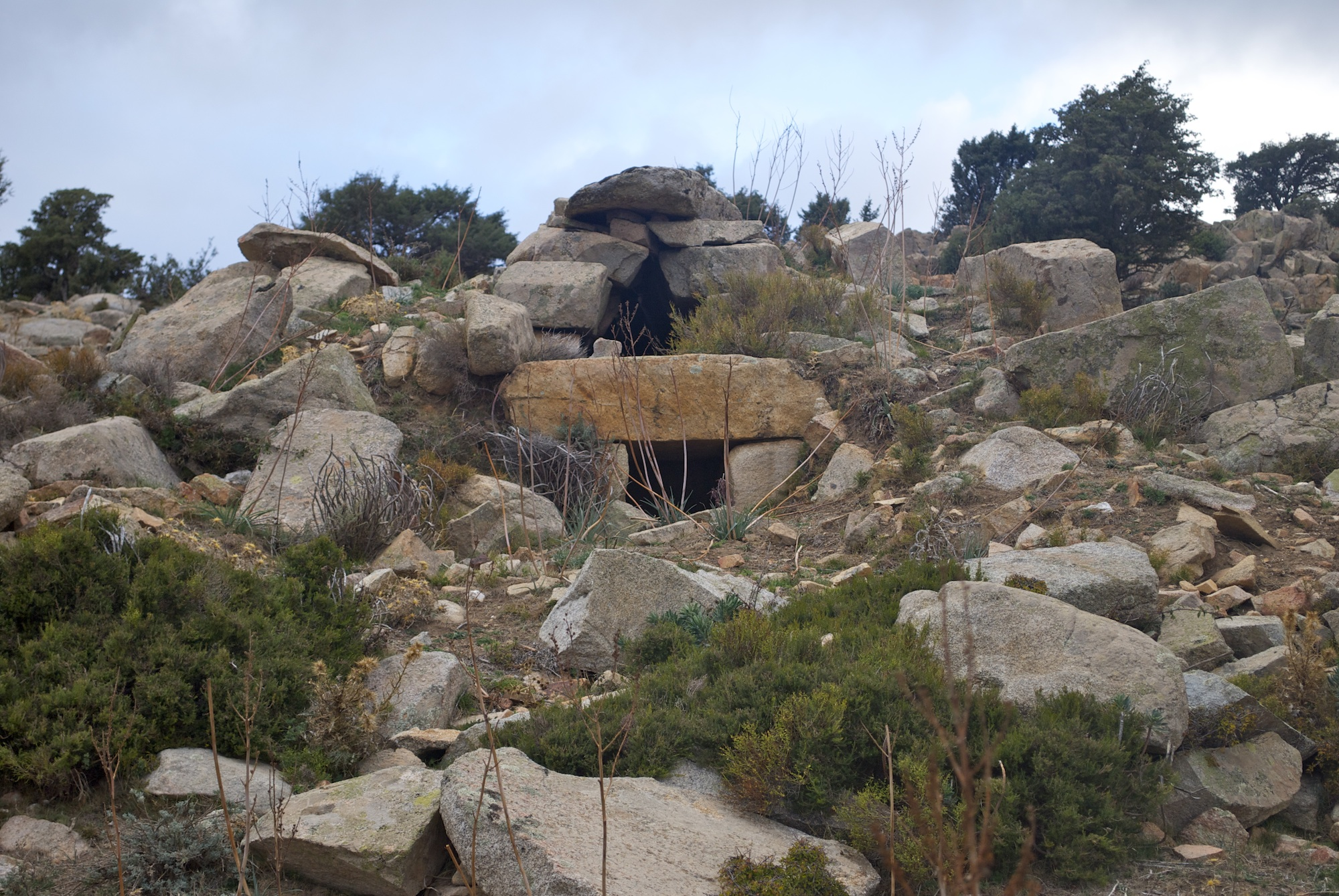
Tomba dei giganti Su Porcu Abba

Abitato sin dall'epoca prenuragica (presenza di domus de janas) e nuragica (presenza di alcuni nuraghi e di vari reperti).
La villa nel medioevo fece parte del giudicato di Cagliari, nella curatoria dell'Ogliastra, fino al 1258. Passò poi al giudicato di Gallura, quindi a Pisa, che conquistò il villaggio e il territorio. Successivamente, quando gli aragonesi nel 1323 attuarono la spedizione in Sardegna per la conquista dell'Isola, la zona fu occupata da Berengario Carroz. Il borgo fu poi annesso nel 1363 alla contea di Quirra, feudo dei Carroz, istituita in quell'anno dal Re d'Aragona Pietro IV il Cerimonioso. Nel 1603 la contea venne trasformata in marchesato, feudo prima dei Centelles e poi degli Osorio de la Cueva. Intorno al 1670 dopo la distruzione del villaggio di Onnis (ubicato presumibilmente nei pressi dell'attuale Cantoniera Pira e Onni) a seguito di una pestilenza, gli abitanti dell'antico paese chiesero rifugio presso le ville di Villagrande Strisaili e Fonni, i primi accolsero parte degli abitanti nei pressi dell'attuale Villanova Strisaili e gli altri invece li accolsero direttamente a Fonni. Intorno allo sfruttamento dei pascoli di Onnis nacque così una lotta sanguinosa tra Fonni e Villagrande che perdurò per quasi due secoli; alla fine il Re di Sardegna assegnò una parte di questi salti, quelli di Monte Novu, ai Fonnesi in enfiteusi perpetua per i soli diritti di uso civico tradizionale (ghiandatico,legnatico e pascolo); mentre permangono al Comune di Villagrande la proprietà dei terreni e tutti gli altri usi civici non tradizionali .
Il paese fu riscattato agli ultimi feudatari nel 1839 con la soppressione del sistema feudale voluta da Carlo Alberto di Savoia. Secondo la giurisdizione ecclesiastica, Villagrande Strisaili appartiene alla diocesi di Lanusei.

### Simboli
Lo stemma e il gonfalone del comune di Villagrande Strisaili sono stati concessi con decreto del presidente della Repubblica del 24 novembre 2008.
Il gonfalone è un drappo di giallo.

## Monumenti e luoghi d'interesse

### Architetture religiose
L'edificio di culto più importante è la chiesa parrocchiale di San Gabriele. All'interno del paese è presente anche una chiesa più piccola la chiesa di santu Giaccu dove nella domenica delle palme si effettua una processione religiosa tra le due chiese per ricordare il trionfale Ingresso a Gerusalemme di Gesù, con i rami di palma che verranno benedetti nella suddetta chiesa. Nel bosco di Santa Barbara è inoltre presente la chiesa di Santa Barbara in onore della suddetta santa.

### Siti archeologici
Sono numerosi i reperti prenuragici e della civiltà nuragica. Le testimonianze prenuragiche sono date da cinque domus de janas in perfetto stato di conservazione, da un menhir (Sa Preda'e s'Orcu). Dentro il grande bosco di Santa Barbara s'incontrano i resti di una tomba megalitica. Vi sono inoltre sette tombe dei giganti, diciassette esemplari di nuraghe e dieci villaggi nuragici. 
Nel sito nuragico di S'Arcu'e Forros si trovano un tempio a megaron e due templi a pozzo. La struttura dell'altare a megaron è stata trasferita al museo di Nuoro che ne ha rilasciato una copia, collocata sul sito al posto dell'originale, per salvaguardare questo importante reperto dagli agenti atmosferci.

### Luoghi di interesse naturalistico
Cascata di Sothai
La cascata di Sothai, composta da due salti, è formata dal torrente Flumendosa che si riversa nel canyon del Bau Vigo. Per accedere alla cascata è stato realizzato un sentiero dall'Ente foreste della Sardegna, che nel bel mezzo della vegetazione ci conduce ad un salto di 70 m circa con una larghezza alla base di 30. È la penultima verticale di un magnifico canyon del Bau Vigo che partendo dai pressi del bosco di Santa Barbara si riversa nella centrale idroelettrica del 2° salto del Flumendosa.
Bosco di Santa Barbara
Il bosco di Santa Barbara ha un'estensione di circa 646 ha sul versante settentrionale del massiccio spartiacque che divide i paesi di Villagrande Strisaili ed Arzana. La linea di cresta che divide le cime di Monte Idolo, Sa Sarpa, Luas sono caratterizzati a est dai boschi naturali di leccio e la macchia foresta e a ovest da soprassuoli artificiali costituiti da pinete pure. Nel bosco è presente la chiesa di Santa Barbara.

## Turismo
Ogni anno a settembre si svogle il festival ITACA del turismo responsabile 

## Società

### Evoluzione demografica
Abitanti censiti

### Record mondiale della longevità maschile
Il paese detiene la maggior concentrazione al mondo di ultracentenari in proporzione alle nascite: dal secondo dopoguerra al 2011 il comune di Villagrande Strisaili ha infatti registrato 32 ultracentenari.

### Lingue e dialetti
La variante del sardo parlata a Villagrande Strisaili è riconducibile alla limba de mesania. Il dialetto villagrandese risente delle parlate della Barbagia di ollolai e conserva alcuni caratteri tipici di questi dialetti (abba, limba, sambene, caente) 'petha') 'comente).'galu')'a tie')currere') 'soe') 'a bisomeo).nessi') ma ha anche qualche influsso campidanese.
E caratteristico il suono della "th" del dialetto di villagrande-/θ/- (petha, puthu, pratha, marthu, pithu), 'brathos')  'burthos') 'cordha') 'abbardhente ') pronunciato con la lingua in mezzo ai denti, simile all'inglese thin e tipico dell'area nuorese. Nei verbi, la lettera finale del dialetto di villagrande finisce in -e e non in -i come in campidanese. (andae, torraere, niae, timere, intendere, dromìe, iscìere).
Come nel resto dell'alta Ogliastra e in gran parte del nuorese, si osserva un sandhi, ovvero nell'incontro tra due parole, la consonante s dello scritto può variare in r nella pronuncia: questo avviene con le lettere b, d, g, l, m, n, s, v. Esempio: ir maccos (anziché is maccos), ir guttones (anziché is guttones), ir bentos (anziché is bentos), cosar beccias, cosingior noos, ecc.
Altre influssi logudoresi: inoe o inolle (‘qua’, innoi in campidanese. e inoghe in logudorese); inue (dove, uguale al logudorese); gasi o gosi (‘così’, aici in campidanese e gai o goi in logudorese); a tie (a tui in campidanese, a tibi in nuorese e a tie in logudorese); bujere (dal logudorese giughere: ‘avere’, ‘portare’); pompiaere')  alcuni numeri (duos, tres(e), ses(e), sete, otto, noe, ecc.); la negazione nono (nou in campidanese); ite (ita in campidanese).
Il plurale è lo stesso del sistema logudorese: manos, porcos, burriccos, 'andaos') 'torraos') 'erisero') ecc. Anche la prima persona singolare è uguale al logudorese (deo, tui, issu/a, noso, bos 'ateros, issos). Il gerundio si forma in -ndo: narando, faendo, iscindo.torrando') 'bessindo'). Ecc!
L'articolo plurale è lo stesso del campidanese, is, uguale sia per il maschile che per il femminile: is canes, is mendulas. Altri influssi campidanesi: immoe (immoi in campidanese e como in logudorese). La formazione dei verbi nella prima persona plurale: andaus, pensaus; alcuni numeri: cuatro, cincu, cattoixi, cuindixi; la seconda persona singolare e plurale: tui e bosatros (tue e bois in logudorese); la particella nce (dal campidanese nci, in logudorese nche) e ddue (campidanese ddoi e logudorese bi); il suono -x (pujone, magiu, ecc.) al posto della -z logudorese (puzone, mazu, ecc.). Il verbo ‘volere’: bolere (dal campidanese boliri; logudorese: cherrere).
Come nel campidanese, le velari vengono perse, ma cambiano (deghe/dexi > deje; rughe/ruxi> ruje).
Altre particolarità:
Un caso che sembrerebbe unico in Sardegna: il verbo essere alla terza persona singolare si pronuncia ist anziché est (esempi, secondo la pronuncia: issu iste; ir bellu meda). Spesso, la prima lettera del verbo essere alla terza persona singolare segue l'ultima lettera, se vocale, della parola la precede, esempio: "e it'or'aste? (o abbreviazione in e it'or'à)" che sarebbe "e ite ora est?" (che ora è?).

## Cultura

### Cucina
- is gathulis, ciambella fritta di patate e formaggio salato
- is culurgiones, una sorta di raviolo ripieno di patate, pecorino, basilico e olio
- is maccarrones de patata e de ungra, nominati in tale modo proprio per il modo in cui vengono fatti, con le unghie, schiacciati col dito
- sa thipula (frittella) e sa thipula in preda, cucinata su una pietra ardente.

Da non dimenticare il prosciutto di maiale tipico del paese oltre al maialetto arrosto, la pecora arrosto e l'agnello arrosto.

## Economia
L'economia, in principio, era a carattere prettamente pastorale, mentre oggi si estrinseca nel campo delle mini-imprese alimentari (panifici per la produzione del pane tipico pistocu, cantine vitivinicole, caseifici, salumifici, allevamenti), nella riforestazione, negli impieghi legati allo sfruttamento delle centrali idroelettriche dislocate nel bacino del Flumendosa e nel settore terziario, che si è notevolmente sviluppato. La propensione locale all'allevamento, un tempo esercitata soprattutto con gli ovini, si sviluppa ora anche con l'allevamento dei suini, della gallina ovaiola e della quaglia. È significativa anche la produzione della mela con metodi da agricoltura biologica. L'artigianato locale consiste nei lavori in legno, in ferro battuto ed in lavorazioni di coperte e tappeti tramite antichi telai.
Un'altra voce sempre più importante per l'economia locale è il turismo, con strutture ricettive e percorsi organizzati.

## Infrastrutture e trasporti

### Strade
Nel territorio comunale vi passa la Strada statale 389 var.

### Ferrovie
A sud del territorio comunale si sviluppa il tracciato della ferrovia Mandas-Arbatax dell'ARST, dal 1997 in uso per esclusivi fini turistici. Nonostante tale struttura non entri all'interno del proprio territorio il comune è servito dalla stazione di Villagrande, posta ad otto chilometri a sud ovest dell'abitato e compresa nel vicino comune di Arzana: lo scalo è utilizzato prevalentemente nel periodo tra aprile e ottobre, con un picco di attività nei mesi estivi, in cui di norma è impiegato quasi quotidianamente dai convogli del Trenino Verde.

## Amministrazione
| Periodo        | Periodo        | Primo cittadino           | Partito                                        | Carica  | Note   |
| -------------- | -------------- | ------------------------- | ---------------------------------------------- | ------- | ------ |
| 23 aprile 1995 | 16 aprile 2000 | Giampiero Pasquale Vargiu | liste civiche di centro-sinistra               | sindaco | [ 16 ] |
| 16 aprile 2000 | 8 maggio 2005  | Piero Giovanni Cannas     | lista civica                                   | sindaco | [ 17 ] |
| 8 maggio 2005  | 7 giugno 2009  | Gabriele Angelo Basoccu   | lista civica                                   | sindaco | [ 18 ] |
| 7 giugno 2009  | 25 maggio 2014 | Giuseppe Loi              | lista civica "Biddas"                          | sindaco | [ 19 ] |
| 25 maggio 2014 | 16 giugno 2019 | Giuseppe Loi              | lista civica "Patto per Villagrande-Villanova" | sindaco | [ 20 ] |
| 16 giugno 2019 | in carica      | Alessio Seoni             | lista civica "A 100 e Prusu"                   | sindaco |        |

## Sport

### Calcio
La squadra di calcio della città è l'A.S.D. Polisportiva Villagrande 1965 che milita nel girone A sardo di 2ª Categoria. È nata nel 1965. I colori sociali sono il bianco ed il blu.

### Lotta sarda "sa strumpa"
A Villagrande è attiva dal 1996 l'ASD Sa Strumpa, con lo scopo di valorizzare, praticare e divulgare sa strumpa, l'antica forma di lotta sarda.